# Parvisquilla multituberculata
Parvisquilla multituberculata is een bidsprinkhaankreeftensoort uit de familie van de Squillidae. De wetenschappelijke naam van de soort is voor het eerst geldig gepubliceerd in 1898 door Borradaile.